# Bouteloua aristidoides
Espèce
Synonymes
- Bouteloua gracilis (Kunth) Lag. ex Griffiths, 1912[2]
- Chondrosum gracile Kunth, 1816[1]

Statut de conservation UICN

 LC  : Préoccupation mineure
Le Boutelou gracieux, Bouteloua aristidoides (synonymes : Bouteloua gracilis et Chondrosum gracile), est une espèce d'herbes vivaces de la famille des Poacées, originaire d'Amérique du Nord.

## Habitat
La plante est présente dans une grande partie de l'Amérique du Nord. Au Canada, l'herbe est présente de l'Ontario jusqu'en Colombie-Britannique. Aux États-Unis, elle est présente dans la région des montagnes Rocheuses, dans les grandes plaines et le Midwest jusqu'au Mexique. Elle est uniquement absente à l'extrême nord-ouest du pays ainsi que dans plusieurs états du sud-est. Elle apprécie de nombreux types d'environnement. La plante est tolérante au froid, à la sécheresse et au bétail qui s'en nourrit.

## Description

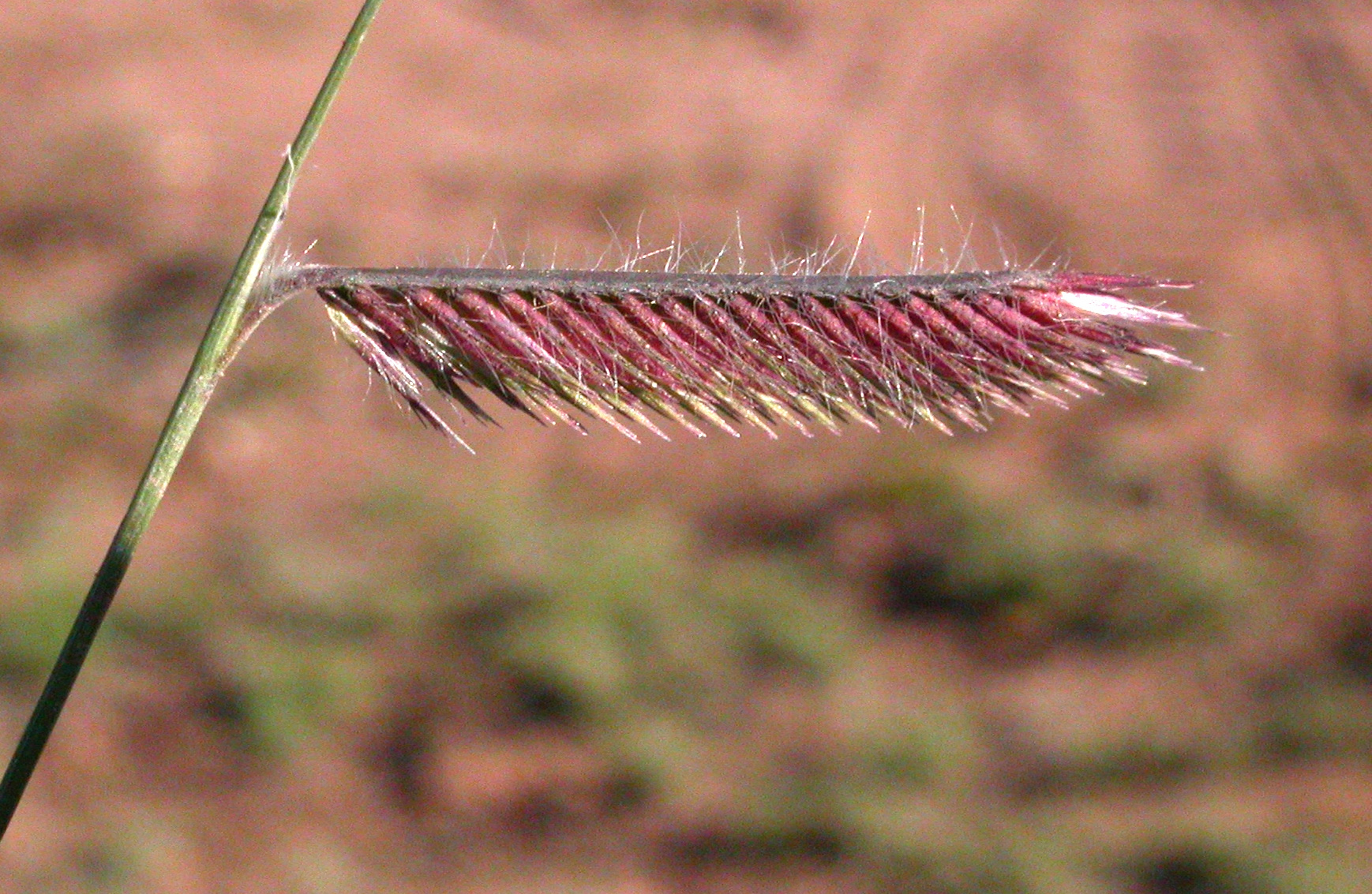
Inflorescence de Bouteloua aristidoides.

L'herbe atteint une hauteur de 15 à 30 cm. Ses racines s'étendent entre 30 et 45 cm autour de la plante à une profondeur variant de 0,9 à 1,8 mètre. Sa coloration est verte avec des teintes grises.
Elle se propage grâce à ses graines mais surtout par ses rejets. Les graines sont dispersées par le vent de seulement quelques mètres. Des distances de propagation plus importantes sont possibles lorsqu'elles sont transportées par des insectes, des oiseaux ou des mammifères. La propagation par graines est d'autant meilleure quand l'herbe est isolée.
La plante s'adapte aux conditions climatiques. Lorsqu'il pleut, elle grandit rapidement alors qu'elle devient dormante durant les périodes sèches.

## Utilisation
L'herbe est utilisée dans la lutte contre l'érosion des sols. Elle est utilisée pour nourrir le bétail et parfois même dans la décoration lorsqu'elle est séchée. Il s'agit de l'herbe symbole du Colorado et du Nouveau-Mexique. Elle est présente sur la liste des espèces menacées de l'État de l'Illinois.

## Liste des variétés
Selon Tropicos (5 août 2014) (Attention liste brute contenant possiblement des synonymes) :
- variété Bouteloua aristidoides var. aristidoides
- variété Bouteloua aristidoides var. arizonica M.E. Jones

Selon Tropicos (5 août 2014) (Attention liste brute contenant possiblement des synonymes) :
- variété Bouteloua gracilis var. gracilis
- variété Bouteloua gracilis var. major (Vasey ex L.H. Dewey) Beetle
- variété Bouteloua gracilis var. stricta (Vasey) Hitchc.

Selon Tropicos (5 août 2014) (Attention liste brute contenant possiblement des synonymes) :
- variété Chondrosum gracile var. gracile
- variété Chondrosum gracile var. polystachyum Nees

### Sous le nomBouteloua aristidoides
- (en) JSTOR Plants : Bouteloua aristidoides  (consulté le 5 août 2014)
- (en) Catalogue of Life : Bouteloua aristidoides (Kunth) Griseb. (consulté le 18 décembre 2020)
- (en) GRIN : espèce Bouteloua aristidoides  (Kunth) Griseb. (consulté le 5 août 2014)
- (fr + en) ITIS : Bouteloua aristidoides  (Kunth) Griseb. (consulté le 5 août 2014)
- (en) World Checklist of Selected Plant Families (WCSP) : Bouteloua aristidoides  (Kunth) Griseb. (1864)  (consulté le 5 août 2014)
- (en) NCBI : Bouteloua aristidoides (taxons inclus) (consulté le 5 août 2014)
- (en) The Plant List : Bouteloua aristidoides (Kunth) Griseb.  (source : KewGarden WCSP) (consulté le 5 août 2014)
- (en) Tropicos : Bouteloua aristidoides (Kunth) Griseb.  (+ liste sous-taxons) (consulté le 5 août 2014)

### Sous le nomBouteloua gracilis
- (en) JSTOR Plants : Bouteloua gracilis  (consulté le 5 août 2014)
- (en) Catalogue of Life : Bouteloua gracilis (Kunth) Lag. ex Griffiths, nom. cons. (consulté le 18 décembre 2020)
- (en) Flora of China : Bouteloua gracilis  (consulté le 5 août 2014)
- (en) Flora of Missouri : Bouteloua gracilis  (consulté le 5 août 2014)
- (en) GRIN : espèce Bouteloua gracilis  (Kunth) Lag. ex Griffiths (consulté le 5 août 2014)
- (fr) INPN : Bouteloua gracilis  (Kunth) Lag. ex Griffiths, 1912 (TAXREF)  (consulté le 5 août 2014)
- (fr + en) ITIS : Bouteloua gracilis  (Kunth) Lag. ex Griffiths (consulté le 5 août 2014)
- (en) World Checklist of Selected Plant Families (WCSP) : Bouteloua gracilis  Vasey (1879) (Nom accepté: Bouteloua aristidoides  (Kunth) Griseb. (1864))  Non Valide (consulté le 5 août 2014)
- (en) NCBI : Bouteloua gracilis (taxons inclus) (consulté le 5 août 2014)
- (en) The Plant List : Bouteloua gracilis (Kunth) Lag. ex Griffiths (Nom accepté: Chondrosum gracile  Kunth) Non valide  (source : KewGarden WCSP) (consulté le 5 août 2014)
- (en) The Plant List : Bouteloua gracilis Vasey (Nom accepté: Bouteloua aristidoides  (Kunth) Griseb.) Non valide  (source : KewGarden WCSP) (consulté le 5 août 2014)
- (en) Tropicos : Bouteloua gracilis (Kunth) Lag. ex Griffiths (Syn. Bouteloua aristidoides  (Kunth) Griseb.)  (+ liste sous-taxons) (consulté le 5 août 2014)

### Sous le nomChondrosum gracile
- (en) JSTOR Plants : Chondrosum gracile  (consulté le 5 août 2014)
- (en) Catalogue of Life : Chondrosum gracile Kunth (consulté le 5 août 2014)
- (en) GRIN : espèce Chondrosum gracile  Kunth (Nom accepté: Bouteloua gracilis  (Kunth) Lag. ex Griffiths) (consulté le 5 août 2014)
- (fr + en) ITIS : Chondrosum gracile  Kunth (Nom accepté: Bouteloua gracilis  (Kunth) Lag. ex Griffiths) Non valide (consulté le 5 août 2014)
- (fr + en) ITIS : Bouteloua gracilis  (Kunth) Lag. ex Griffiths (consulté le 5 août 2014)
- (en) World Checklist of Selected Plant Families (WCSP) : Chondrosum gracile  Kunth (1816)  (consulté le 5 août 2014)
- (en) The Plant List : Chondrosum gracile Kunth  (source : KewGarden WCSP) (consulté le 5 août 2014)
- (en) Tropicos : Chondrosum gracile Kunth (Syn. Bouteloua gracilis  (Kunth) Lag. ex Griffiths, Bouteloua gracilis  (Kunth) Lag. ex Steud., Bouteloua gracilis var. gracilis)  (+ liste sous-taxons) (consulté le 5 août 2014)
- (en) UICN : espèce Chondrosum gracile  Kunth (consulté le 5 août 2014)